# Kempon Hokke
A Kempon Hokke-shū (顕本法華宗) é um ramo do Budismo Nichiren, fundada em 1384 por Nichijū Shonin (日什) (1314–1392).
A missão internacional de propagação da Kempon Hokke-shū é atualmente chefiada pelo Rev. Sinyou Tsuchiya Shonin (土屋信裕上人), sendo o seu discípulo, Shami Shinpaku Espindola (信伯), o responsável pela Sangha Shugyokan Lótus Dojo (修行館) no Brasil.
Visão geral
Em 1379, aos 65 anos, os escritos religiosos de Nichiren Shonin inspiraram Nichijū, um prolífico monge Tendai, a deixar seu templo para aprender mais sobre essa nova e surpreendente visão do Budismo. Para isso, Nichijū decidiu visitar alguns templos da tradição Nichiren na região do Monte Fuji. No entanto, ao chegar lá, percebeu que esses templos tinham visões muito diferentes daquelas que ele havia lido nos escritos de Nichiren.
Após uma longa busca e estudos em outros templos de todos os principais escritos de Nichiren Shonin, Nichijū concluiu que os templos e monges já haviam se afastado do espírito e dos ensinamentos de Nichiren, em detrimento de seus próprios dogmas ou nos impostos pelos discípulos seniores de Nichiren, que assumiram após seu falecimento. Como resultado, ele fundou seu próprio templo, o Templo Myōman-ji, em Kyoto. Em 1898, o templo Myoman-ji foi incorporada como a Escola Kempon Hokke, e Honda Nissho (1867–1931) foi nomeado seu primeiro administrador principal.
Crenças e Práticas
Muitos dos ensinamentos subjacentes da Kempon Hokke são extensões do pensamento Tendai (天台, Cn: Tiantai). Por exemplo, a doutrina da Kempon Hokke estende a classificação Tendai dos sutras budistas em cinco períodos de tempo e oito categorias (五時八教, goji-hakkyō) , sua teoria de 3.000 reinos interdependentes dentro de um único momento de vida (一念三千, Ichinen Sanzen) , e sua visão das Três Verdades (三諦, Santai) .
Kempon Hokke ensina que para ser um discípulo de Nichiren, é preciso:
• Recitar “Namu Myoho Renge Kyo” ao Objeto de Devoção das Três Grandes Leis Secretas (Gohonzon)
• Acreditar no Sutra do Lótus como ensinamento supremo do Buda
• Acreditar no Eterno Buda Shakyamuni revelado do 16º Capítulo do Sutra do Lótus
• Propagar o Dharma como exposto no Sutra do Lótus
Os membros da Kempon Hokke recitam partes do Sutra do Lótus , assim como o Daimoku, titulo sagrado do Sutra do Lótus "Namu Myōhō Renge Kyō", como sua prática principal, realizando também a meditação silenciosa Susokukan, como prática secundária para acalmar a mente e a deixar mais receptiva ao Dharma.
Referências
http://www.kempon.net/
https://myomanji.jp/
http://www.kempon.net/kempon%20international.htm
1. ↑  "O Buda Shakyamuni não é um ser limitado pelo tempo e espaço. Ele é a própria Vida Universal, que existe em cada um de nós. Ao conectarmos com o Buda Shakyamuni dentro de nós mesmos, podemos acessar a sabedoria e a compaixão infinitas."

Nichiren Shonin